# 棒狀病毒科
棒狀病毒科（学名：Baculoviridae），又名桿狀病毒科、枝狀病毒科，是一类专门感染节肢动物的病毒，拥有巨大的棒形病毒体结构，为雙鏈去氧核糖核酸病毒。

## 分類
本科包括多种核酸多角體病毒（Nuclear Polyhedrosis Virus，NPV），代表種：苜蓿（銀紋）夜蛾核多角體病毒（Autographa californica nucleopolyhedrovirus）、及顆粒體病毒（Granulovirus; GV），代表種：蘋果蠹蛾顆粒體病毒（Cydia pomonella granulovirus），依ICTV分类，可归类于四个属：
- 甲型杆状病毒属 Alphabaculovirus ，甲型棒狀病毒属
- 乙型杆状病毒属 Betabaculovirus ，乙型棒狀病毒属
- 丙型杆状病毒属 Gammabaculovirus ，丙型棒狀病毒属
- 丁型杆状病毒属 Deltabaculovirus ，丁型棒狀病毒属